# Habaek
Habaek (Hán-Việt: Hà Bắc hay Hạ Bách) là một bộ tộc của người Triều Tiên cổ sinh sống ở lưu vực sông Áp Lục.
Sau sự kiện vị tộc trưởng cuối cùng do che giấu Hae Mosu mà bị nhà Hán sát hại thì bộ tộc này chính thức bị diệt vong. Tuy nhiên, người ta cho rằng, con gái duy nhất của vị tộc trưởng bộ tộc này là nàng Yuhwa đã trốn thoát trên đường áp giải về Huyền Thổ (được Hoàng tử Kim Oa cứu) và sau này đã sinh ra Cao Chu Mông, người được coi là hậu duệ cuối cùng của bộ tộc.